# 앤드류 콜드웰
앤드루 콜드웰(Andrew Caldwell, 1989년 7월 25일 ~ )은 미국의 배우이다.
플린트에서 태어났다.

## 출연 작품
- 언브로큰: 패스 투 리뎀션 (2018년)
- 살인 예술가 (2017년) - 라이더 역
- 팀 티머먼, 호프 오브 아메리카 (2017년)
- 돈 슬립 (2017년)
- Confessions of a Womanizer (2014) - 맷 역
- 클라우드 9 (2014년)
- 스프링 브레이크 '83 (2014년) - 마우스 역
- 지오그래피 클럽 (2013년) - 거너 역
- 스캐어리 오어 다이 (2012년)
- 액시덴틀리 (2009년)
- 엔드리스 범머 (2009년)
- 올 어바웃 스티브 (2009년)
- 드릴빗 테일러 (2008년)
- 마이 베프 걸 (2008년)
- 칼리지 (2008년) - 카터 스콧 역
- 슈레더맨 (2007년) - 앨빈 부바 빅스비 역
- 트랜스포머 (2007년)
- 터네이셔스 D (2006년)
- 한나 몬타나 (2006년)